# Joaquim Aldrich i de Pagès
Joaquim Aldrich i de Pagès (Forallac, 1866 - Barcelona, 11 d'abril de 1914) fou un empresari i polític català, diputat a les Corts Espanyoles durant la restauració borbònica.
Fill de l'advocat Ramon Aldrich, als 10 anys restà orfe de pare i fou cuidat per la seva germana gran, la poetessa Trinitat Aldrich i de Pagès. Va fundar una fàbrica de taps de suro a La Bisbal d'Empordà. Simpatitzant de Práxedes Mateo Sagasta, fou elegit diputat pel Partit Liberal a les eleccions generals espanyoles de 1898 i 1899. Als darrers anys de la seva vida va vendre la seva fortuna a causa dels deutes i va unir la seva causa a la d'Alfons Sala i Argemí. Sembla que aleshores simpatitzava amb la Lliga Regionalista.